# Onomasto di Smirne
Onomasto di Smirne (in greco antico: Ὀνόμαστος?, Onòmastos; Smirne, ... – dopo il 688 a.C.) è stato un pugile greco antico.

## Biografia
Onomasto, proveniente da Smirne, viene ricordato come primo campione olimpico di pugilato, visto che vinse in questo sport nella XXIII Olimpiade (688 a.C.), edizione nella quale esso venne aggiunto. Tra l'altro, ciò prova l'esistenza di comunicazioni regolari tra le colonie elleniche in Ionia e la madrepatria già all'inizio del VII secolo a.C.
Secondo Filostrato, Pausania ed Eusebio di Cesarea, Onomasto non fu solo il primo campione olimpico di pugilato, ma anche l'estensore delle regole della competizione.